# Merimde-Kultur
Die Merimde-Kultur war eine jungsteinzeitliche Kultur im prädynastischen Ägypten, die sich etwa zum Ende des 6. Jahrtausends v. Chr. herausbildete und im späten 5. oder frühen 4. Jahrtausend v. Chr. endete. Ihr Name leitet sich von dem Fundort Merimde ab, der nahe bei dem Dorf Benisalame, etwa 45 km nordwestlich des heutigen Kairo liegt.
Der Merimde-Kultur zeitlich vorhergehend und mit ihr wegen des südwestasiatischen Ursprungs verwandt, ist ein präkeramisches Neolithikum des Fundplatzes Heluan, einem Ort 25 km südöstlich von Kairo.
Zu unterscheiden sind in Merimde drei zeitlich aufeinanderfolgende Siedlungskomplexe, nachweisbar in fünf Schichten, die sich durch materielle Kultur (Keramik, Steingeräte, Kleinfunde), Bestattungssitte und Siedlungsbild verschieden kennzeichnen. Die erste Siedlung, die Ursiedlung, die in den Anfang des ägyptischen keramischen Neolithikums einzuordnen ist, wies durch ihr Fundgut südwestasiatische Wurzeln auf. Fassbar werden diese Beziehungen in der ornamentierten Keramik (Fischgrätmuster), dem Vorkommen von flachen und abgesetzten Böden von Gefäßen, der Gestaltung von Geschossspitzen (gestielte Pfeilspitzen) und dem Gebrauch von Muscheln aus dem Roten Meer als Schmuckanhänger.

## Grabungsgeschichte
1929 bis 1939 führte Hermann Junker erste Grabungen in Merimde durch. Josef Eiwanger leitete zwischen 1977 und 1982 die Neugrabungen des Abteilung Kairo des Deutschen Archäologischen Instituts.

## Die Ursiedlung
Die Keramik der Ursiedlung umfasst größtenteils einfache Teller-, Schalen- und Kumpfformen, die sich in eine in dunklen Rottönen polierte und in eine meist in orangebraunen Tönungen erscheinende, geglättete Gattung gliedert. Auffallend ist, dass ihre Grundsubstanz ohne Magerungszusätze hergestellt ist. Meist an geschlossenen Formen der polierten Gattung tritt ein Fischgrätmuster als einzige Form der Verzierung auf. Bei den Gefäßen ist der Rundboden vorherrschend, nur gelegentlich kommt der Flachboden vor. Der Rand der Keramik endigt in der Regel spitz zulaufend. Besonderheiten der Ursiedlungs-Keramik sind Gefäße zum kultischen Gebrauch (zylindrische Becken mit ausgeprägten Standringen, „Altärchen“), Miniatur- und Henkelgefäße.
Die Steingeräteherstellung der Ursiedlung ist in wesentlichen Teilen geprägt durch eine Klingen-Abschlagtechnik, die traditionell eher aus epipaläolithischen Industrien herzuleiten ist. Die daraus entstandenen Klingen und Abschläge sind unterschiedlich retuschiert und zu verschiedenen Werkzeugen verarbeitet. Typisch sind aus Spänen hergestellte Bohrer mit einer Spitze. Sehr zahlreich vertreten sind Grobgeräte, unter denen einseitig bearbeitete Schaber am häufigsten gefunden wurden. Geschossspitzen und eine Pfeilspitze mit Stiel und seitlichen Kerben weisen auf die hier übliche Bewehrung hin. Auffallend ist das Vorkommen von groben zweiseitig bearbeiteten Geröllen, unter denen ein grobgearbeitetes Beil hervorragt.
An Kleinfunden sind ein menschlich gestaltetes Idol, Stierplastiken, Schmuck in Form von bearbeiteten Süßwassermuscheln und Anhänger aus marinen Mollusken, Straußeneiperlen, Knochenartefakte mit feinen Ösen, ein durchbohrter Rinderzahn, Schliffartefakte aus Hartgesteinen, Rötel zur Körperbemalung und Mahl- und Reibsteine zu vermerken. Vor allem die Muscheln und Mollusken weisen auf weitreichende externe Beziehungen (Rotes Meer) hin, da manche Arten nur in ganz bestimmten Regionen zu finden sind.

## Die Siedlung der mittleren Merimde-Kultur
Nach Aufgabe der ersten Siedlung von Merimde dauerte es eine größere Zeitspanne, bis der Platz erneut bewohnt wurde. Es ist diesmal der Beginn der klassischen Merimde-Kultur, denn außer im kultischen Bereich (Stierplastiken) gibt es nur wenige Kontinuitäten, die auf eine Verbindung zur Ursiedlung hinweisen.
Die Unterschiede in der Keramik der mittleren Merimde-Kultur zur Ursiedlung sind gravierend, wenn auch Ähnlichkeiten erkennbar sind (Keramikformen). Zum einen ist die Keramik häckselgemagert; davon profitiert ihre Stabilität, so dass sehr viel größere Gefäße hervorgebracht werden können. Das Formenspektrum ähnelt dem der Ursiedlung, Schalen und Gefäße in unterschiedlichen Größen und Wandungsverläufen sind gefunden worden, ihre Randausbildung ist abgeschnitten, Rund- und Schaukelböden dominieren. Als Sonderformen sind Ovalgefäße dazugekommen, die zur Leitform der mittleren Siedlungsschicht avancieren. In der Farbgebung hat sich auch eine Änderung ergeben: neben der bekannten rot polierten kommt eine grau polierte Gattung hinzu, die mit der geglätteten Ware das Keramikinventar der mittleren Merimde-Kultur vervollständigt. Im Gegensatz zur Ursiedlung tritt keine Verzierung der Keramik auf, Kultgefäße fehlen.
In der Herstellung von Steingeräten ist ein vollkommener Einschnitt mit der mittleren Merimde-Kultur zu erkennen. Dieser äußert sich in der Fertigung von geschlagenen Artefakten aus Kernen. Zur Bewehrung von Waffen wurden Pfeilspitzen mit sehr langen Flügeln, trianguläre Spitzen mit flacher Schäftungskerbe und geschliffene Speerspitzen in Form von Querschneidern hergestellt. Andere Erzeugnisse aus Stein stellen Messerklingen, Beilformen und spitz- und stumpfnackige Dechsel (Querbeile, vorwiegend zur Holzbearbeitung) dar. Sicheleinsätze weisen auf Erntegeräte hin. Sehr lange und schmale Bohrer sind typisch für die mittlere Merimde-Siedlung.
Im Gegensatz zur ersten ist das Aufkommen an Kleinfunden in der mittleren Merimde-Siedlung hoch. Vorgefunden wurden wieder Stierplastiken und Straußeneiperlen, neu sind Perlen verschiedener Form, kleine Tonsphäroide und Angelhaken aus Muschelschale. Zahlreiche Geräte aus Knochen sind bei den Merimde-Bewohnern in Gebrauch gewesen: so Pfrieme, flache Spateln, geschossspitzenartige Geräte, geöste Artefakte, Perlen, Fingerringe, Harpunen und Dexel. Als Schmuck dienten Anhänger aus Canidenzähnen und Armreife aus Elfenbein. Auffallend ist eine aus Knochen geschnitzte Tierfigur. Sie stellt wahrscheinlich ein Nilpferd dar. Aus Stein gefertigte Kleinfunde sind auch recht zahlreich: Steingefäße aus Alabaster, Keulenköpfe, Netzsenker und Mahl- und Reibsteine. Der auch hier vorgefundene Rötel diente den Menschen zu Schmuckzwecken.

## Die Siedlungen der jüngeren Merimde-Kultur
Während man bei den Hinterlassenschaften der Ur-, zweiten und dritten Schicht von Merimde noch von kleinen, flussnahen Siedlungen ausgehen kann, zeigen die vierte und fünfte Schicht größere Besiedlungsausmaße und -dichte.
Die deutlichsten Veränderungen ergeben sich bei den Keramikfunden der jüngeren Merimde-Siedlungen gegenüber denen der mittleren Merimde-Kultur. Von Schicht III an gesellt sich zu den bekannten rot und grau polierten eine schwarz polierte Ware. Neu ist, dass die Polituren unterschiedliche Muster (horizontal – vertikal – horizontal, schräg – vertikal – schräg etc.) auf dem jeweiligen Gefäß bilden. Ab Schicht IV tauchen Verzierungen verschiedener Art auf: in der geglätteten Gattung plastisch verzierte sowie ritz- und impressodekorierte Gefäße. Auch pastos bemalte Keramik findet sich ab und zu. Die Entwicklung der Keramikformen in den jüngeren Merimde-Siedlungen ist eher verharrend-konservativ. Neben den aus den früheren Siedlungen bekannten Gefäßen wie geschwungen hochziehende Schalen und kugelige Töpfe kommen vermehrt geradwandig-konische Schalen, Töpfe mit kegelförmiger Schulterzone und Doppelkoni vor. Die Ränder münden in weichen Rundungen.
Anspruchsvollere Formen erscheinen: Gefäße mit s-förmig profilierter Mündungspartie (vereinzelt schon in der mittleren Merimde-Kultur) und kugelige Flaschen mit vertikaler Halszone und ausladendem Rand. Doppelkammergefäße tauchen zum ersten Male in den jüngeren Schichten von Merimde als Sonderformen auf; zu diesen sind auch Standplatten und Standringe als Bodenformen zu zählen, die vermehrt in den späteren Siedlungen zu finden sind. Insgesamt kann mit aller Vorsicht gemutmaßt werden, dass Ansätze zu einer Differenzierung in eine althergebrachte geglättete Gebrauchskeramik und eine polierte, gegenüber Neuerungen aufgeschlossene Feinkeramik sichtbar werden.
Der qualitative Standard der Herstellung steinerner Güter in den jüngeren Siedlungen von Merimde ist vereinzelt sehr hoch. Weiterhin werden Steingeräte aus Kernen gefertigt, nur noch wenige Werkzeuge werden aus Klingen gemacht wie zum Beispiel kleine dentikulierte Sägen. Die in der Ursiedlung noch sehr häufig vorkommenden typologisch schwer gliederbaren Grobgeräte nehmen beständig ab. Die Geschossspitzen entwickeln sich in Schicht IV zur klassischen Merimde-Spitze mit kurzen abgeschrägten Flügeln, in Schicht V zu Spitzflügelgeschossen mit stark konvexer Schneidenbahn. Diese Pfeilspitzen erscheinen dann auch in der Fayum-A-Kultur. Außerdem sind verschiedene Formen von Schneidegeräten und unterschiedliche Beilformen gefunden worden, die Dechsel unterliegen laufenden Weiterentwicklungen. Verschiedene Formen von Sicheln kommen vor, ihre Ausmaße vergrößern sich. Auch Bohrer erscheinen wieder, wie in den vorhergehenden Siedlungen, mit der Besonderheit allerdings, dass sie mehrere Bohrerspitzen an einem Gerät besitzen.
Im Vergleich zu Keramik und Steingeräten ist das Aufkommen von Kleinfunden gering. Menschen- und tierähnliche Tonfigürchen sind auch wieder in den Schichten IV und V belegt. Neu sind impressoverzierte Armbänder. Die Knochenartefakte bilden die größte Gruppe der Kleinfunde. Sie wechseln sich in ihrer Funktionalität mit den Steingeräten ab. Neuartige Funde aus den jüngeren Siedlungen sind mit Ösen versehene Artefakte und Knochenfassungen zur Aufnahme von Steingeräten. Wie in den vorherigen Siedlungen kommen auch wieder kleine Beile, palettenförmige Artefakte, Keulenköpfe, Netzsenker und Reib- und Mahlsteine vor.

## Tierzucht, Jagd und Fischfang
Die Menschen von Merimde hielten einerseits Haustiere und ergänzten ihre Nahrung andererseits durch Jagd und Fischfang. Von Anfang an dominierte der Anteil der Rinder und wurde sogar noch bis in die jüngeren Siedlungen größer. Schweine waren in allen Siedlungsphasen mehr oder weniger präsent. Die Anzahl der Schafe nahm jedoch von Beginn der Besiedlung an stetig ab. Der Fischfang gewinnt ab der mittleren Siedlung sehr stark an Bedeutung und trägt auf hohem Niveau bis in die jüngeren Siedlungen zur Ernährung bei. Zusammen mit der Jagd auf Nilpferde, Krokodile und Schildkröten und dem Verzehr von Flussmuscheln zeigt die Fischerei eine Orientierung der Bevölkerung auf das Wasser des Nils an. Die Jagd auf Wild der Wüste dagegen ist minimal, die Jagd auf Wildwiederkäuer weitet sich dagegen aus. Kleinere Landtiere und Vögel sind eher Zufallsbeute. Nur in der Ursiedlung sind Wüstenschnecken noch als Nahrung merklich nachweisbar.

## Die Stellung der Merimde-Kulturen zueinander und zu anderen Kulturen und Einflüssen
Gewisse Kontinuitäten der ersten beiden Besiedlungsphasen können in den Keramikformen und im Vorkommen von Stierplastiken und Straußeneiperlen gesehen werden. Im Gegensatz zur Ursiedlung hat sich jedoch der kulturelle Bezugsraum bei der mittleren Merimde-Kultur geändert. Nicht mehr Südwestasien spielt eine Rolle, sondern der afrikanische Raum. Erkennbar ist dies bei Harpunen, Dechseln, Muschelangelhaken und Beilen. Dieser kulturelle Wechsel ist mit einer ariden Phase in Palästina in der Zeit zwischen der Mitte des 6. und der Mitte des 5. Jahrtausends v. Chr. zu erklären, aus der für den Raum südlich des Libanon keine Siedlungen nachzuweisen sind. Das dadurch entstehende kulturelle Vakuum wird dann durch saharosudanesische Einflüsse kompensiert.
Die jüngeren Merimde-Siedlungen weisen dagegen ein ganz anderes Kulturprofil auf. Sie haben sich mittlerweile zu einer bodenständigen neolithischen Kultur in Unterägypten entwickelt, deren Einflüsse auf die Fayum-A-Kultur (spitzflügelige Geschossspitzen, s-förmig profilierte Gefäße, erweiterte Standplatten, buckelverzierte Keramik, Korbspeichergruben) und die spätvorgeschichtlichen Deltakulturen wie der Maadi-Kultur (s-förmig profilierte und flaschenartige Gefäße) an den Hinterlassenschaften ablesbar sind.
Die Tasa-Kultur weist ähnliche Keramiken wie die mittlere bzw. späte Merimde-Kultur und die Fayum-A-Kultur auf.